# 요시무라 다이시로
요시무라 다이시로(일본어: 吉村 大志郎, 1947년 8월 16일 ~ 2003년 11월 1일)는 브라질 출생 일본의 전직 축구 선수로 선수 시절 포지션은 미드필더였다.

## 선수 시절

### 클럽
1947년 8월 16일 브라질 상파울루 출생으로 1967년 세레소 오사카로 이적한 뒤 1980년 은퇴할 때까지 13년간 한팀에서만 활약하며 일본 사커 리그 4회 우승 및 3회 준우승, 1977년 JSL컵 준우승, 천황배 3회 우승 및 4회 준우승 등에 기여했다.

### 국가대표팀
1970년 8월 2일 대한민국과의 친선 경기에서 일본 대표팀에서의 국제 A매치 데뷔전을 치른 뒤 1972년 하계 올림픽 아시아 지역 예선, 1974년 FIFA 월드컵 아시아·오세아니아 지역 예선, 1974년 아시안 게임, 1976년 하계 올림픽 아시아 지역 예선 등에 출전했으며 1976년 A매치 통산 46경기 7골의 기록을 남기고 국가대표팀 은퇴를 선언했다.

## 은퇴 이후
1981년 세레소 오사카의 코치로 지도자 커리어를 시작한 뒤 1990년부터 1993년까지 세레소 오사카의 감독을 역임했으며 그 후 2003년 11월 1일 일본 효고현 아마가사키시에서 뇌출혈로 56년간의 생애를 마감했다.

## 통계
| 일본 | 일본 | 일본 |
| 연도 | 출전 | 득점 |
| ---- | ---- | ---- |
| 1970 | 4    | 1    |
| 1971 | 6    | 2    |
| 1972 | 8    | 1    |
| 1973 | 3    | 0    |
| 1974 | 7    | 2    |
| 1975 | 6    | 1    |
| 1976 | 12   | 0    |
| 통산 | 46   | 7    |

## 수상

### 클럽 (선수)
세레소 오사카
- 일본 사커 리그 : 우승 (1971, 1974, 1975, 1980), 준우승 (1968, 1972, 1978)
- JSL컵 : 준우승 (1977)
- 천황배 : 우승 (1968, 1970, 1974), 준우승 (1971, 1972, 1976, 1977)

### 개인
- 일본 사커 리그 베스트 11 : 1970, 1971, 1972, 1975
- 일본 사커 리그 어시스트상 : 1972